# Precious Moments
Precious Moments è l'ottavo album da solista del cantante statunitense  Jermaine Jackson e il secondo per la Arista, pubblicato nel 1986.

## Accoglienza
Il singolo I Think It's Love entrò nelle classifiche pop e R&B negli Stati Uniti, così come Do You Remember Me?, e Lonely Won't Leave Me Alone e Words into Action, che si piazzarono tra i primi 40 posti nelle classifiche in Belgio.
Il brano If You Say My Eyes Are Beautiful, un duetto con Whitney Houston, non uscì mai come singolo ma fu trasmesso molto dalle radio e fu incluso nella raccolta del 2000 della Houston Whitney: The Greatest Hits.
Words into Action fu anche inserita nella colonna sonora del film del 1986 About Last Night.

## Tracce
Scaletta:
1. Do You Remember Me? – 5:03 (Jermaine Jackson, Michael Omartian, Bruce Sudano[3])
2. Lonely Won't Leave Me Alone – 4:30 (Jermaine Jackson, Tom Keane, Kathy Wakefield, David Foster)
3. Give a Little Love – 3:53 (David Malloy, Rodney Crowell)
4. Precious Moments – 5:10 (Jermaine Jackson, Tom Keane)
5. I Think It's Love – 3:52 (Jermaine Jackson, Michael Omartian, Stevie Wonder)
6. Our Love Story – 4:31 (Jermaine Jackson, Tom Keane, David Batteau)
7. I Hear Heartbeat – 5:39 (Mick Leeson, Peter Vale)
8. If You Say My Eyes Are Beautiful (duet with Whitney Houston) – 4:19 (Elliot Willensky)
9. Voices in the Dark – 4:36 (Jermaine Jackson, Michael Omartian)
10. Words into Action – 4:55 (Mick Leeson, Peter Vale)

## Personale
- Jermaine Jackson – lead and backing vocals
- Michael Omartian – keyboards (1, 3, 5, 9, 10), synthesizers (1, 3, 5, 9, 10), DX7 bass (1, 9, 10), Moog Source bass (1, 3, 5), drum programming (1, 3, 5, 9, 10), arrangements (1, 3, 5, 9, 10), horn arrangements (5)
- Marcus Ryle – synthesizer programming (1, 3, 5, 9)
- Tom Keane – keyboards (2, 4, 6, 8), synthesizers (2, 4, 6, 8), Moog bass (2, 4, 6, 8), arrangements (2, 4, 6), drum programming (4, 6), backing vocals (4, 6, 7)
- Bo Tomlyn – keyboards (2, 6, 8), synthesizers (2, 6, 8)
- Dean Gant – keyboards (7), synthesizers (7), DX7 bass (7), drum programming (7)
- Michael Landau – guitar (1-6, 8, 9)
- Paul Jackson, Jr. – guitar (7)
- Steve Lukather – guitar (8)
- Dann Huff – guitar (10)
- John Robinson – drums (2), hi-hat (3), cymbal (3)
- John Keane – drums (8)
- Paulinho da Costa – percussion (1, 4, 5, 6, 8, 9)
- Gary Herbig – saxophone (1, 3, 5, 9)
- Kim Hutchcroft – saxophone (1, 5, 9)
- Marc Russo – saxophone (4)
- Ernie Watts – saxophone (10)
- Chuck Findley – trombone (1, 5, 9)
- Gary Grant – trumpet (1, 5, 9)
- Jerry Hey – trumpet (1, 5, 9), horn arrangements (5)
- Jeremy Lubbock – string arrangements (2)
- Vesta Williams – backing vocals (1)
- Portia Griffin – backing vocals (2, 5)
- Julia Waters – backing vocals (2, 6)
- Maxine Waters – backing vocals (2, 6)
- Mona Lisa Young – backing vocals (5)
- Whitney Houston – lead vocals (8)

## Produzione
- Producers – Michael Omartian (Tracks 1, 3, 5, 9 & 10); Jermaine Jackson and Tom Keane (Tracks 2, 4, 6, 7 & 8).
- Executive Producer – Clive Davis
- Engineers – Terry Christian (Tracks 1, 3, 5, 9 & 10); Steve Hodge (Tracks 2, 4, 6, 7 & 8).
- Whitney Houston's vocal on Track 8 recorded by Michael Hutchinson.
- Mixing – John Guess (Tracks 1, 3, 9 & 10); Steve Hodge (Tracks 2, 4, 6, 7 & 8); Humberto Gatica (Tracks 3 & 5)
- Remixing on Tracks 2 & 6 – Humberto Gatica
- Art Direction – Ria Lewerke
- Artwork – Paul Jasmin

## Classifiche
| Classifica (1986)    | Posizione massima |
| -------------------- | ----------------- |
| Dutch Albums Chart   | 53                |
| Swedish Albums Chart | 16                |
| US Billboard 200     | 46                |
| US Top R&B Albums    | 25                |